# 巴爾庫克
馬利克·扎希爾·塞義夫·阿丁·巴爾庫克（阿拉伯语：‎，1330年代—1399年6月20日）是馬木留克蘇丹國布爾吉王朝的建立者，在1382年至1399年間統治埃及。

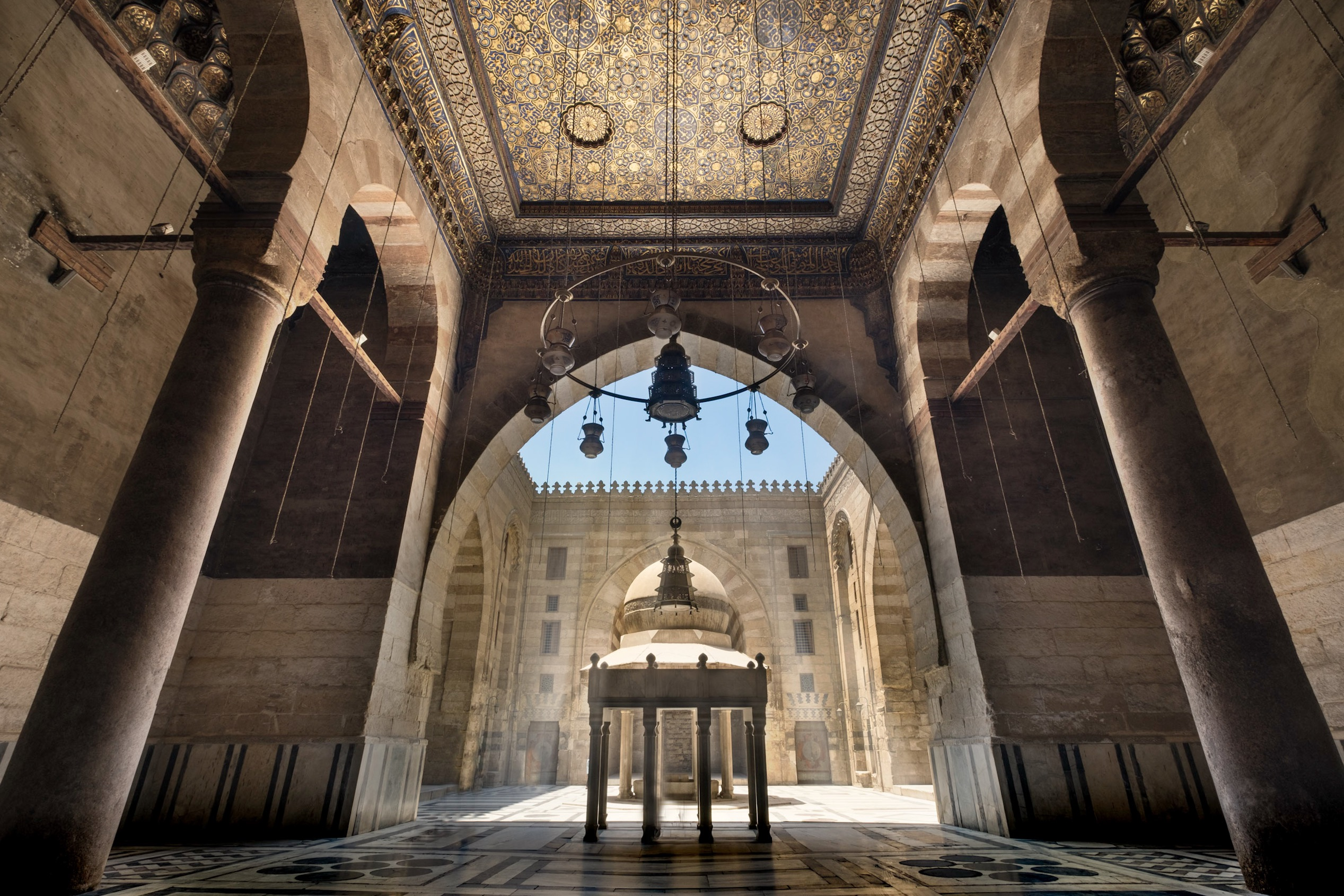
蘇丹巴爾庫克清真寺

巴爾庫克是切爾克斯人出身，原本是一名奴隸，後來被賣到埃及，成為一名马穆鲁克。1382年巴爾庫克廢黜巴赫里王朝的末代蘇丹撒列哈·哈只，自行登基。他在位期間在開羅興建了蘇丹巴爾庫克清真寺，一間清真寺兼任伊斯蘭學校。他在1399年去世，他的兒子納綏爾丁·法賴吉繼位。